# 曹殷
曹殷（231年8月30日—232年6月14日），魏明帝曹叡三子。
太和五年七月十五乙酉日（231年8月30日），曹殷出生，连丧二子（曹冏、曹穆）的魏明帝曹睿非常高兴，大赦天下。皇叔东阿王曹植作《皇太子生颂》，称“於我皇后，懿章前志”，似指曹殷为明悼毛皇后所生。可是太和六年（232年）五月甲戌，不到一周岁的曹殷去世，魏明帝追封曹殷为安平哀王。